# Écoulottes
Le ruisseau des Écoulottes prend sa source dans le bois de la Mouillé sur la commune de Champlitte.
Il traverse les communes d'Écuelle, de Oyrières, de Chargey-lès-Gray, d'Arc-lès-Gray et de Gray.
Ses principaux affluents sont les ruisseaux des « écoulottes d'Écuelle » et des « écoulottes de Vars ».
Il se jette dans la Saône à Gray. Il mesure environ 15,7 km.
Son état écologique et chimique est réputé bon,.

## Particularités
Le ruisseau des Écoulottes n'est pas d'un volume significatif. Son débit faible et régulier peut parfois aisément laisser croire en un simple fossé.
Son cours, en partie asséché aujourd'hui, a servi de séparation entre la commune de Gray et d'Arc-lès-Gray au niveau de l'axe historique principal de la Chaussée d'Arc (axe suivant le prolongement du pont de Pierre).
Son cours permet en partie à la Saône de remonter par capillarité sous le quai Villeneuve. En période de crues l'excédent hydraulique va ainsi se déverser dans la plaine d'Arc-lès-Gray sans jamais inonder le quai Villeneuve. C'est pour cette raison que traditionnellement les riches demeures des commerçants se situaient sur ce quai de la rive droite, tandis que la rive gauche a eu la préférence des habitats ouvriers et des entrepôts.